# Behaarde wespvlieg
De behaarde wespvlieg (Spilomyia manicata) is een vliegensoort uit de familie van de zweefvliegen (Syrphidae). De wetenschappelijke naam van de soort is voor het eerst geldig gepubliceerd in 1865 door Camillo Róndani.